# VI Менделеевский съезд
VI Менделеевский съезд — посвящён вопросам теоретической и прикладной химии; прошёл в Харькове с 25 октября по 1 ноября 1932 года. Съезд подразумевал также подведение итогов 1-й пятилетки, а приурочен был к 15-летию советской власти.

## Организаторы
Мероприятие организовано РФХО, Комитетом по химизации народного хозяйства при Госплане СССР. Председатель Оргкомитета Н. А. Валяшко, заместители А. Н. Бах и В. С. Гулевич.
Химическая промышленность в стране уже получила достаточное развитие, что сказалось на прекращении ввоза многих химических продуктов из-за границы. Дополнительную перспективную базу тому создавало открытие калиевых рудников в Соликамске, и начало работы в Хибинах обогатительной фабрики аппатита, началось промышленное производство синтетического каучука, работали новые заводы синтетического аммиака. Вступил в строй Березниковский химкомбинат, готовились к эксплуатации Горловский, Сталиногорский и другие азотно-туковые комбинаты, развёрнуто производство отечественного алюминия.

## Структура, тематика, участники
Практическая, прикладная направленность настоящей встречи учёных и производственников мотивировалась тем, что все пять предыдущих съездов были «чрезмерно академичными»: «Шестому съезду суждено было стать воистину съездом второй пятилетки, съездом мобилизации всех сил советской химии на дело строительства социализма... Директива XVII партийной конференции о ликвидации „отставания химической промышленности от темпов развития народного хозяйства в целом“ предполагала гигантское развитие научно-исследовательской работы в области советской химической науки».
Тем не менее, работа VI Менделеевского съезда выразилась и обращением к ряду актуальных теоретических проблем: в свете сформировавшейся квантовой механики впервые были затронуты вопросы химической связи; — рассмотрены первостепенные по значимости электрохимические исследования, получили освещение положения теории цепных реакций и некоторые аспекты гетерогенного катализа.
Доклады пленарных заседаний съезда:

- В. Н. Кондратьев «Физические методы изучения строения и свойств молекул»;
- А. Н. Теренин «Элементарные процессы при химических реакциях»;
- Я. К. Сыркин «Электростатика и химическое сродство»;
- И. А. Казарновский «О строении комплексных соединений»;
- Ю. Б. Румер «Природа химической связи и квантовая механика»;
- Н. Н. Семёнов «Общие теоретические обоснования цепной теории»;
- А. Н. Фрумкин «Теория адсорбции»;
- М. П. Дукельский «Химический износ и борьба с ним»;
- Е. И. Орлов «Химизация металлургии»;

Работа форума была построена по практическому принципу, подобному схеме субординации военных подразделений. 12 секций — «коллективы родственной тематики» составили так называемые «колонны» съезда, которые включали 40 «бригад», занятых решением специальных научных и производственных вопросов. 320 докладов сгруппировано по тематике.
- Секция катализа — бригады: 1) неорганического катализа, 2) гидрогенизации, 3) биологического катализа, 4) использование газов (работала с бригадой по изучению растворителей секции органического сырья); с докладами выступили: Б. В. Ерофеев, О. И. Лейпунский, Л. В. Розенкевич, С. З. Рогинский, А. А. Баландин, В. А. Ройтер, Я. К. Сыркин, П. В. Усачёв, А. Б. Шехтер, Ж. Фаузер и Е. Птич (оба Германия);
- Секция электрохимии — бригады: 1) электролитического получения водорода, хлора и щелочей, 2) электролиза расплавленных солей; доклады сделали: А. И. Бродский, О. А. Есин, В. К. Семенченко и В. В. Сперанский, А. С. Славатинский, М. И. Усанович, В. С. Финкельштейн, А. Н. Фрумкин и А. А. Хаикн,
- Секция химической аппаратуры и материалов — бригады: 1) химической аппаратуры связанного азота, 2) типовой аппаратуры, 3) металлических материалов, 4) неметаллических материалов; доклады: Ю. Б. Биркган, В. Я. Лепетов, Н. М. Остроумова, Г. С. Петров, А. П. Тимофеенко, С. И. Щепкин и В. В. Ипатьев.
- Секция минерального сырья — бригады: 1) чёрной металлургии, 2) цветных металлов, 3) серы и серной кислоты, 4) силикатов, 5) вяжущих веществ, 6) минеральных удобрений, 7) солей, 8) редких элементов; сделали сообщения: П. П. Будников, С. И. Вольфкович, В. И. Володин, М. Гутман и Г. Лейзерович, М. Кантор, Я. П. Подольский, П. А. Чекин и Д. А. Эгиз.
- Секция органического сырья — бригады: 1) угля и коксования, 2) синтетических жиров, 3) органических растворителей, 4) растительного сырья, 5) целлюлозы, 6) комплексного использования технического животного сырья, 7) синтез лекарственных, душистых и других веществ, 8) красителей и их полупродуктов, 9) пластических масс и лаков, 10) каучука; доложили: Б. А. Арбузов, Е. Б. Бруциус и В. Я. Венгерова, Н. Н. Ворожцов мл., Н. И. Гаврилов, К. Гесс (Берлин), П. Ф. Горбачёв, М. И. Кузнецов, А. И. Киприанов, А. Л. Клебанский, М. М. Каценельсон, С. В. Лебедев, М. Б. Маркович, С. С. Медведев, О. Ю. Магидсон, С. С. Намёткин, Г. Г. Поварин, Н. А. Преображенский, Н. Ф. Преображенский, Е. В. Раковский, В. М. Родионов, В. В. Челинцев, Г. В. Челинцев, И. Л. Кнунянц и К. С. Топчиев, П. П. Шорыгин и В. И. Исагулянц.
- Секция контроля производства — бригады: 1) чёрной металлургии, 2) коксохимии, 3) энергетики и топлива, 4) основной химической промышленности, 5) цветной металлургии, 6) силикатов, 7) пищевой промышленности; выступили с докладами: В. Д. Вознесенский, Я. О. Габинский, А. И. Гиндер, З. А. Иоф, М. М. Кованько, Е. С. Пржевальский, А. М. Пляшкевич, И. А. Соколов, Н. А. Тананаев, Б. И. Швырев.
- Секция коллоидной химии — бригады: 1) флотации, 2) поверхностных явлений и адсорбции; доклад: П. А. Ребиндер.
- В секции социалистического земледелия с докладами выступили: К. К. Гедройц, С. С. Драгунов, А. Н. Соколовский, А. В. Соколов.
- В секции биохимии: А. В. Благовещенский, В. С. Гулевич, З. В. Ермольева, А. Замыслов, Н. Н. Иванов, А. Р. Кизель, Е. Я. Калашников, А. Н. Лебедев, Р. Э. Лизеганг (Германия), А. И. Опарин, А. А. Обергардт

Также были выделены литературная комиссия и комиссии истории химии. В литературной комиссии на общем заседании с секцией кадров доклады М. П. Дукельского и К. И. Марченко были посвящены перспективам издания химической литературы и химических журналов.
Данью патронажной теме мероприятия стало то, что съезд учредил Всесоюзное химическое общество имени Д. И. Менделеева.
Общественные организации 143 городов прислали 6800 заявок на участие в съезде, удовлетворено было меньше половины,  Промышленники составили 24% делегатов, хозяйственники — 20%, 32% — представители научно-исследовательских институтов и 21% — учебных заведений.
В VI Менделеевском съезде участвовало 3211 делегатов, представлено 320 докладов.